# Dietmar Luppa
Dietmar Luppa (* 17. September 1940 in Gleiwitz) ist ein deutscher Biochemiker und Hochschullehrer, der insbesondere zum Thema Ernährung im Sport forschte und lehrte.

## Leben
Luppa bestand 1958 in Zwickau sein Abitur und studierte danach an der Universität Leipzig Chemie. Nach dem Abschluss im Jahr 1965 wurde er wissenschaftlicher Mitarbeiter im Bereich Biochemie an derselben Universität, 1970 schloss er seine Doktorarbeit mit der Note summa cum laude ab. Luppa wurde anschließend als wissenschaftlicher Mitarbeiter im Arbeitsbereich Technische Chemie sowie danach als wissenschaftlicher Assistent beziehungsweise Oberassistent im Fachbereich Medizin der Universität Leipzig tätig. Gleichzeitig zu diesen Aufgaben absolvierte Luppa ein weiteres Studium zum Hochschulpädagogen und Fachchemiker der Medizin. 1982 legte er seine Habilitation im Fach Biochemie vor.
Luppa sammelte Auslandserfahrung, leitete im Zeitraum August 1984 bis November 1985 den Fachbereich Biochemie am Gondar College in Äthiopien. 1985 wurde er an der Universität Leipzig und im September 1986 an der Deutschen Hochschule für Körperkultur (DHfK) in Leipzig zum Hochschuldozenten ernannt. An der DHfK trat er 1987 eine ordentliche Professorenstelle an. Nach der Auflösung der DHfK 1990 gehörte Luppa zu den Personen, die am Aufbau der Sportwissenschaftlichen Fakultät der Universität Leipzig mitwirkten, die 1993 ihren Betrieb aufnahm. Er übernahm an der neuen Fakultät eine Stelle als Hochschullehrer für Sportbiochemie und Sportphysiologie, war kommissarischer Leiter des Instituts für Sportmedizin und leitete ab 1995 den Bereich Sportbiochemie, Leistungsphysiologie und Sportanatomie. Mit der Vollendung des 65. Lebensjahres schied Luppa 2005 an der Universität Leipzig aus dem Amt, blieb jedoch beruflich tätig. Bereits seit 1992 war er Dozent an der BSA-Akademie in Saarbrücken, 2005 wurde er dann Leiter des Studiengangs Diplom-Ernährungsberater an der BA-Privaten Berufsakademie, die 2008 in die Deutsche Hochschule für Prävention und Gesundheitsmanagement (DHfPG) überging. Im selben Jahr trat Luppa an der DHfPG die Ämter als Professor und Rektor an. Im Oktober 2016 schied er an der DHfPG als Rektor aus, zwei Monate später wurde ihm an der Hochschule die Ehrensenatorwürde verliehen.
Während seiner wissenschaftlichen Karriere beschäftigte sich Luppa auf dem Gebiet der Forschung insbesondere mit unterschiedlichen Aspekten des Komplexes Ernährung im Sport, darunter mit dem Wirkstoff L-Carnitin.
Im November 2005 wurde Luppa von der „Vereinigung von Förderern und Freunden der Universität Leipzig“ als „Auszeichnung für besonderes Engagement in der Lehre“ der „Theodor-Litt-Preis“ verliehen.